# Олсуфьев, Матвей Дмитриевич
Матвей Дмитриевич Олсуфьев (ум. до 1750) — обер-гофмейстер Екатерины I, происходивший из рода Олсуфьевых. Дядя А. В. Олсуфьева, дед З. Д. Олсуфьева.

## Биография
Сын мелкопоместного помещика Бежецкого уезда Дмитрия Васильевича Олсуфьева. Год рождения точно не установлен. 
Образование получил за границей, куда был направлен по повелению Петра I. Начал придворную службу около 1700 года, безотлучно находился при Петре во всех поездках за границу. Под введением Олсуфьева находилось только что возникшее государственное коннозаводство, а в 1714 году он получил особые поручения Петра в Лифляндии, а именно — розыск родственников царицы Екатерины. В 1716 году сопровождал Петра I в самом продолжительном его заграничном путешествие, а в 1719 году находился вместе с ним в его морской кампании на флагманском корабле "«Ингерманланде». Затем управлял двором императрицы, с 1722 года — обер-гофмейстер (в 1723 году звание обер-гофмейстера также получил его брат, Василий).
Как было записано в родословной книге тверского дворянства, «…стряпчему Матвею Дмитриевичу Олсуфьему в 1710 году государь император Петр I пожаловал за службу бывшая по писцовым книгам 1628, 29, 30 годов домовая вотчина святейшего патриарха Московского Филарета Никитича Кашинского уезда село Горицы с деревнями». Но позднее, при исследовании судьбы патриарших вотчин, оказалось что ни именного указа Петра I о пожаловании села Гориц, ни даже сведений о нем в архивах не обнаружено — скорее всего, имел место случай казнокрадства со стороны Олсуфьева. Затем он заполучил ещё имения попавших в опалу дворян — всего восемь тысяч ревизских душ.
Согласно запискам Долгорукова, вместе с лекарем Паликалою Олсуфьев был главной фигурой в хорошо известной интриге, которая содействовала разрыву Петра I c княжною Кантемир, блпгодаря чему он заслужил особое расположение Екатерины I. При её коронации он участвовал в торжествах и шёл впереди императрицы с маршальским жезлом, а молодая жена его несла шлейф Её Величества.
В последние годы царствования Екатерины I Олсуфьев стал терять своё значение при дворе. В 1730 году управление двором перешло к молодому фавориту Лёвенвольду. Удовлетворившись орденом Св. Александра Невского, Олсуфьев предпочел выйти в отставку и удалился в Москву, где у него был обширный боярский двор (в Лефортовской стороне), лето же он проводил в своих подмосковных селах Собакине и Алфёрово. Императрицей Елизаветой Петровной в Ямбургском уезде была пожалована Олсуфьевым мыза Алсуфьевка (ныне деревня Большая Пустомержа).

## Семья
Первая жена — Ева Донненстерн, шведка, сыновья:
- Иван (1716—1791) — действительный статский советник, женатый на Татьяне Ивановне Вельяминовой[1]
- Яков (1718 — ?) — женатый на княжне Екатерине Фёдоровне Мещерской.

Вторая жена из рода Вельяминовых-Зерновых, имя и отчество неизвестны.
Третья жена (с 12.04.1719) — Анна Ивановна Сенявина (ум. 26.04.1748), фрейлина императрицы Екатерины I; дочь контр-адмирала И. А. Сенявина. По отзыву современников была красавицей и несомненно много способствовала значению мужа при дворе. В 1716 и 1717 годах находилась вместе с А. Толстой, Анной Паниной и М. Гамильтон в свите императрицы во время её заграничного путешествия. В день коронации Екатерины I была пожалована в статс-дамы (07.05.1724). Дети:
- Павел (1728—1786) — генерал-поручик, женатый на Анастасии Алексеевне Жолобовой.
- Прасковья (1730—1813) — жена А. Г. Демидова).
- Михаил (1733—1881) — женат на А. И. Вельяшевой-Волынцевой).
- Василий,
- Дмитрий — действительный статский советник, женатый на Екатерине Игнатьевне Полтавцевой, у которого родились в Горицах — Захар (1773—1835) и Николай (1775—1817).
- Анна — муж Пётр Александрович Чириков
- Екатерина (в замуж. Кукарина)

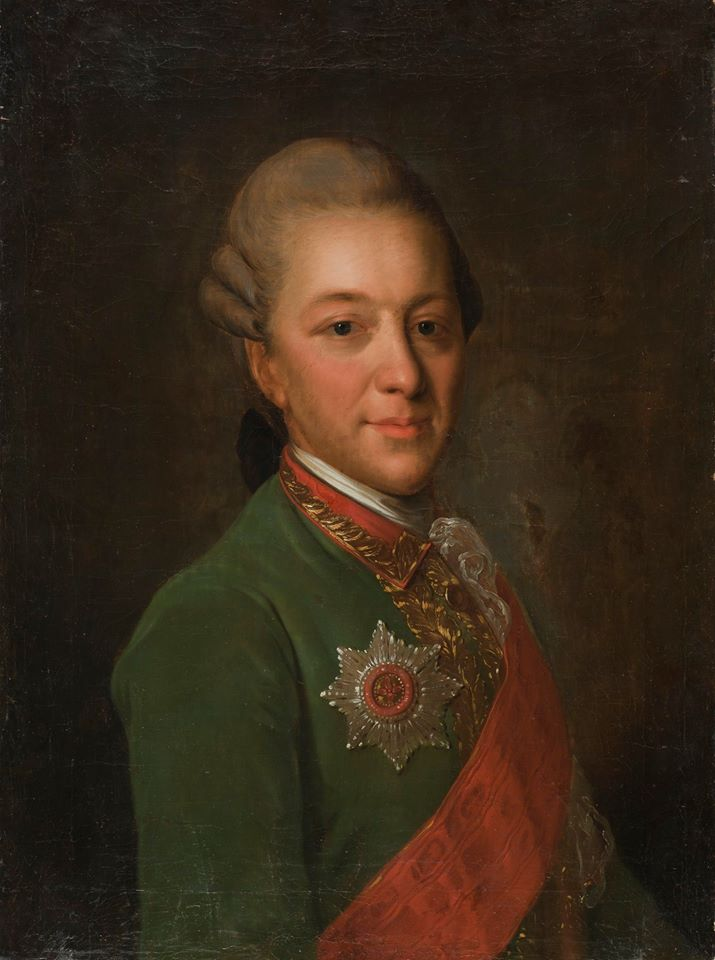
Павел Матвеевич Олсуфьев
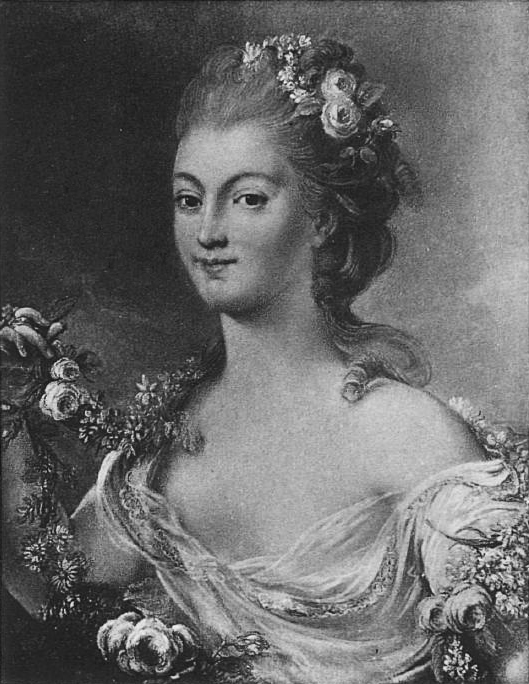
Прасковья Матвеевна